# Ultravox
Ultravox – brytyjski zespół rockowy założony w 1974, uznawany za jednego z twórców stylu new romantic. 
Największymi przebojami zespołu są: Dancing with Tears in My Eyes, Vienna, Hymn, The Voice, All Fall Down i All Stood Still.

## Historia zespołu

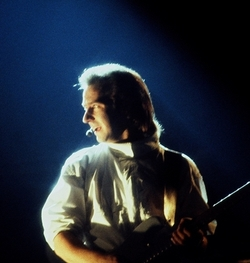
Midge Ure w 1984

Początkowo występował pod nazwą Tiger Lily, jednak w lipcu 1976 zmienił nazwę na Ultravox. Za założyciela grupy uznaje się Johna Foxxa (właśc. Dennis Leigh). Po odejściu założyciela zespołu wydawało się, że grupa przestanie istnieć. Gdy pod koniec 1979 do Ultravox dołączył charyzmatyczny wokalista i gitarzysta Midge Ure, zaczął się nowy okres w historii zespołu.

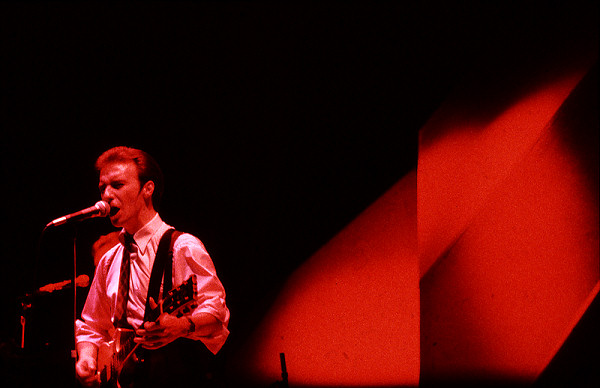
Ultravox w 1981.

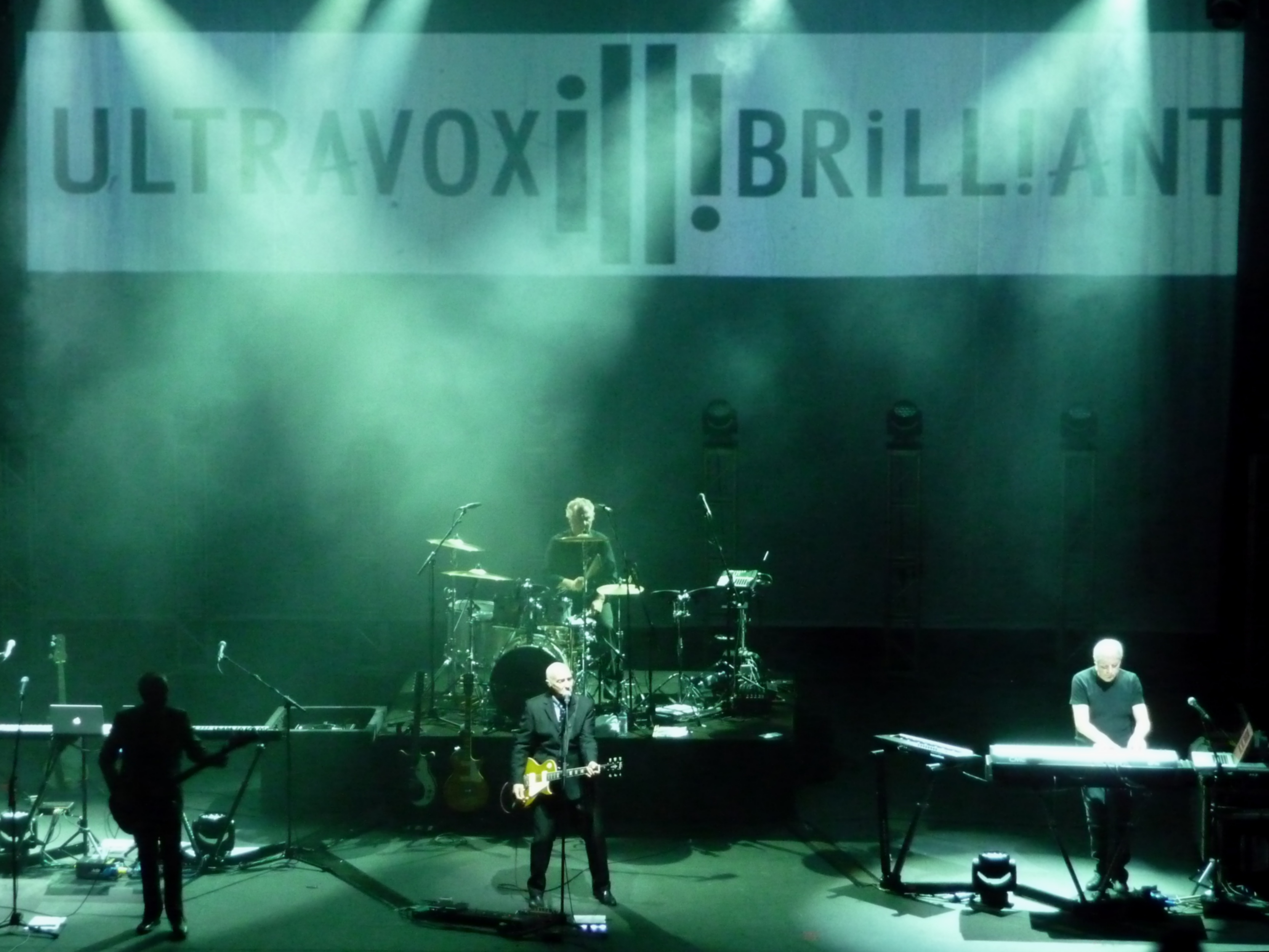
Ultravox w 2012.

W 1986 podczas sesji „U-vox” grupę opuścił perkusista Warren Cann z powodu różnic artystycznych. Grupa promowała tę płytę m.in. na koncertach w Polsce. Płyta nie odniosła sukcesu komercyjnego i w maju 1987 Midge Ure opuścił zespół, by kontynuować karierę solową rozpoczętą dwa lata wcześniej. W 1991 pod nazwą Ultravox wznowił działalność klawiszowiec Billy Currie. Ponieważ w grupie poza nim, nie znalazł się nikt z wcześniejszych składów grupa nie była w stanie odnieść jakiegokolwiek sukcesu komercyjnego. Zespół wydał dwie płyty studyjne i w 1996 rozwiązał się. Midge Ure w wywiadzie dla jednego z magazynów („Teraz Rock”) przyznał, że nie ma zamiaru już nigdy reaktywować Ultravox.
W listopadzie 2008 na swojej oficjalnej stronie internetowej zespół ogłosił reaktywację w klasycznym składzie (Ure, Currie, Cross, Cann). W kwietniu 2009 odbyła się trasa „Return to Eden” po Wielkiej Brytanii. Były to pierwsze występy w tym składzie od koncertu na Live Aid w 1985.
28 maja 2012 roku miała miejsce premiera nowego studyjnego albumu „Brilliant” (na pierwszego singla został wybrany utwór tytułowy).

## Muzycy

### Obecny skład zespołu
- Midge Ure – gitara, śpiew, instrumenty klawiszowe (1979–1987, 2008-2013)
- Chris Cross († 25.03.2024)[3] – gitara basowa, śpiew, instrumenty klawiszowe (1974–1987, 2008–2013)
- Billy Currie – instrumenty klawiszowe, skrzypce (1974–1996, 2008–2013)
- Warren Cann – perkusja, śpiew (1974–1986, 2008-2013)

### Byli członkowie zespołu
- John Foxx – śpiew (1974–1979)
- Steve Shears – gitara (1974–1977)
- Robin Simon – gitara (1977–1979)
- Tony Fenelle – gitara, śpiew (1991–1993)
- Sam Blue – śpiew (1993–1995)
- Vinny Burns – gitara (1993–1995)

## Dyskografia

### Albumy studyjne
- Ultravox! (1977)
- Ha!-Ha!-Ha! (1977)
- Systems of Romance (1978)
- Vienna (1980)
- Rage in Eden (1981)
- Quartet (1982)
- Lament (1984)
- U-Vox (1986)
- Revelation (1993)
- Ingenuity (1994)
- Brilliant[4] (2012)

### Kompilacje i albumy koncertowe
- Retro (album koncertowy EP) (1978)
- Three Into One (album kompilacyjny) (1979)
- Monument – The Soundtrack (album koncertowy) (1983)
- The Collection (album kompilacyjny) (1984)
- Future Picture Forever (album koncertowy) (1995)
- The Island Years (album kompilacyjny) (1999)
- The Slow Motion (2000)
- The Best Of (album kompilacyjny) (2002)

### Single
- Dangerous Rhythm (1977)
- Young Savage (1977)
- ROckwrok (1977)
- Slow Motion (1978)
- Quiet Man (1978)
- Sleepwalk (1980)
- Passing Strangers (1980)
- Vienna (1981)
- All Stood Still (1981)
- The Thin Wall (1981)
- The Voice (1981)
- Reap the Wild Wind (1982)
- Hymn (1982)
- Visions in Blue (1983)
- We Came to Dance (1983)
- One Small Day (1984)
- Dancing with Tears in My Eyes (1984)
- Heart Of The Country (1984)
- Lament (1984)
- Love's Great Adventure (1984)
- Same Old Story (1986)
- All Fall Down (1986)
- All in One Day (1987)
- I Am Alive (1993)
- Vienna (reedycja) (1993)
- Brilliant (2012)
- Live (2012)